# Edith Basch
Edith Basch (geboren 30. September 1895 in Budapest, Österreich-Ungarn; gestorben 16. Mai 1980 in Rom) war eine aus Ungarn stammende, in Rom tätige Malerin.

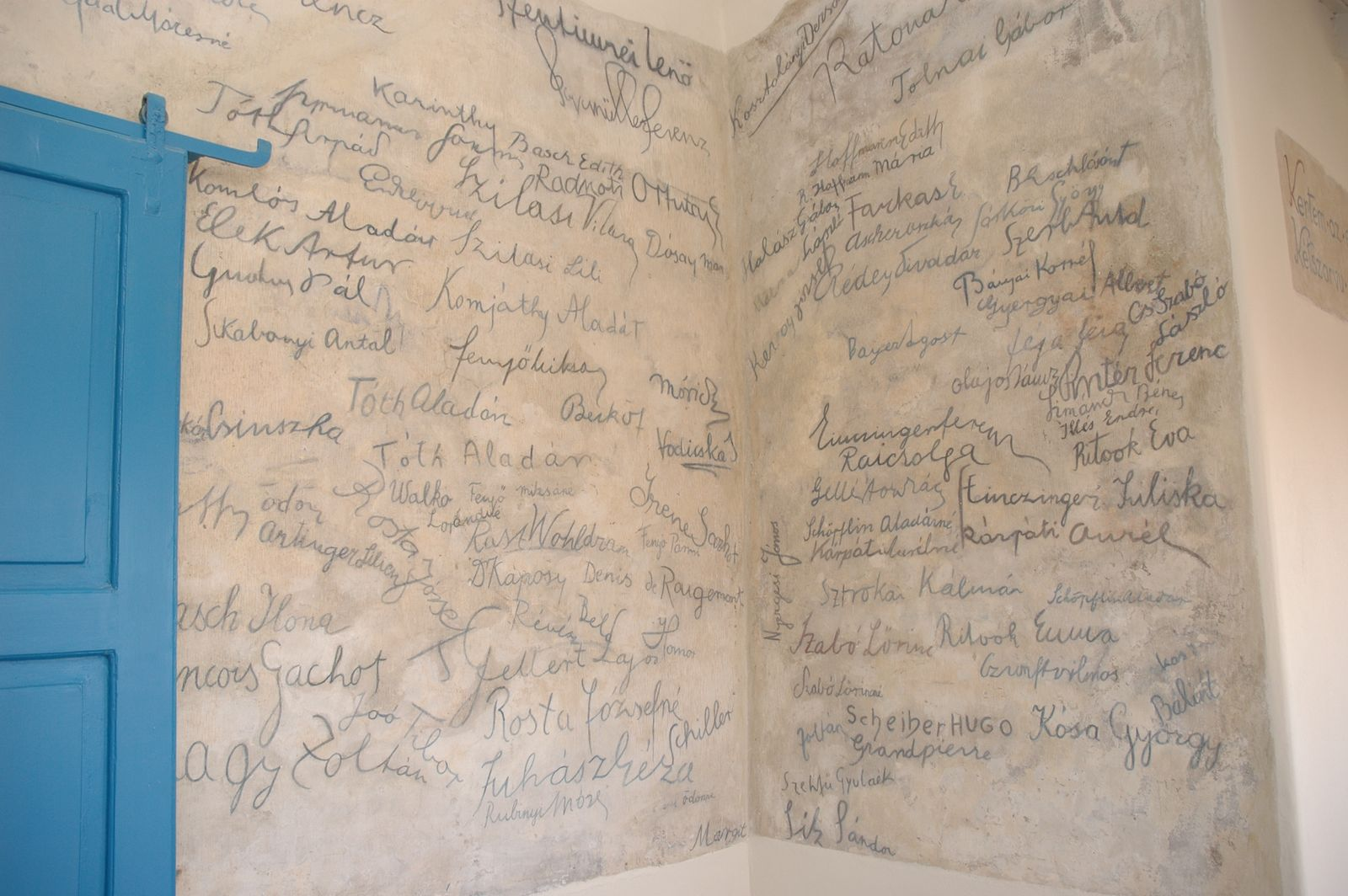
Im Babits Múzeum in Esztergom findet sich ihr Autogramm auf diesem Foto bei Elf Uhr

## Leben
Edith Basch studierte Malerei an der Kunstakademie „Nagybányai művésztelep“ in Nagybánya bei István Réti und Béla Iványi-Grünwald. 1929 ging sie nach Paris, wo sie Mitglied der Société du Salon d’Automne wurde und die zwei Bilder Portrait de jeune fille und Nu im Salon des Indépendants ausstellte. 1931 bis 1933 studierte sie in Rom und blieb anschließend dort. Sie wurde zuletzt 1961 mit einer Ausstellungsbeteiligung in New York erwähnt. Begraben liegt sie auf dem  Cimitero acattolico in Rom.
Basch malte Porträts in Öl und Landschaften in Aquarell. Ihr 1932 gemaltes Porträt von Mihály Babits ist im Besitz der Ungarischen Nationalgalerie in Budapest.